# Corupella asperata
Corupella asperata là một loài bọ cánh cứng trong họ Cerambycidae.